# Mistrzostwa Świata w Piłce Nożnej 2006
XVIII Mistrzostwa Świata w Piłce Nożnej odbyły się w dniach 9 czerwca – 9 lipca w Niemczech, którym przyznano organizację imprezy w lipcu 2000. Mistrzem świata zostali Włosi, którzy w finale pokonali Francuzów. Po raz drugi w historii o zwycięstwie decydowały rzuty karne. W turnieju zadebiutowały reprezentacje Ukrainy, Angoli, Ghany, Togo, Wybrzeża Kości Słoniowej i Trynidadu i Tobago. Gospodarze turnieju zajęli trzecie miejsce po zwycięstwie nad Portugalią. Mecze Mistrzostw Świata transmitowano do niemal wszystkich 207 krajów członkowskich FIFA (jedynym wyjątkiem był Turkmenistan). Prawo do telewizyjnego przekazu zakupiło ponad 500 stacji, dzięki czemu 25 mundialowych dni obejrzało 3,25 miliarda widzów, a sam mecz finałowy ponad miliard.
Oficjalnym hymnem mistrzostw była piosenka „Celebrate the Day” Herberta Gronemeyera.

## Maskotka turnieju
Maskotką turnieju był Goleo VI (lub krócej Goleo) – lew.
Jego imię pochodzi od słów go leo (w wolnym tłumaczeniu „Naprzód, lwie”). Towarzyszy mu uśmiechnięta, gadająca piłka o imieniu Pille. Maskotki są wyprodukowane przez firmę Nici.
Posiada koszulkę w różnych barwach narodowych z numerem „06”. Powstały różne piosenki o Goleo VI oraz teledyski.

## Hasło mistrzostw
Świat gości się u przyjaciół (niem. Die Welt zu Gast bei Freunden).

## Kwalifikacje
Drużyny biorące udział w eliminacjach reprezentowały 198. narodowych związków piłkarskich. Kwalifikacje do mundialu rozpoczęły się w grudniu 2003 i wyłoniły 31. finalistów. Po raz pierwszy w historii mistrzostw świata zwycięzca poprzednich finałów – Brazylia – nie otrzymał automatycznie miejsca w kolejnych finałach. Reprezentacja Niemiec, jako gospodarz, nie musiała uczestniczyć w eliminacjach. 13. miejsc w mistrzostwach przypadło członkom UEFA, 5. – CAF, a po 4. – CONMEBOL i AFC i 3. CONCACAF. O pozostałych dwóch miejscach decydowały baraże pomiędzy drużynami ze strefy AFC i CONCACAF oraz CONMEBOL i OFC.
Sześć drużyn po raz pierwszy w historii awansowało do mundialu: Angola, Wybrzeże Kości Słoniowej, Ghana, Togo, Trynidad i Tobago i Ukraina. Reprezentacja Czech po raz pierwszy wystąpiła jako niezależne państwo, jednak FIFA uznaje ją za kontynuatora tradycji Czechosłowacji.
| Afryka (CAF) kwalifikacje Angola (55.) (debiutant) Ghana (25.) (debiutant) Togo (47.) (debiutant) Tunezja (31.) Wybrzeże Kości Słoniowej (20.) (debiutant) Azja (AFC) kwalifikacje Arabia Saudyjska (81.) Iran (47.) Japonia (49.) Korea Południowa (56.) Ameryka Południowa (CONMEBOL) kwalifikacje Argentyna (3.) Brazylia (mistrz) (1.) Ekwador (28.) Paragwaj (19.) Oceania (OFC) kwalifikacje Australia (obecnie w AFC) (33) | Europa (UEFA) kwalifikacje Anglia (5.) Chorwacja (23.) Czechy (10.) Francja (4.) Hiszpania (7.) Holandia (6.) Niemcy (gospodarz) (9.) Polska (30.) Portugalia (8.) Serbia i Czarnogóra (36.) Szwajcaria (13.) Szwecja (22.) Ukraina (15.) (debiutant) Włochy (2.) Ameryka Północna (CONCACAF) kwalifikacje Kostaryka (45.) Meksyk (18.) Stany Zjednoczone (16.) Trynidad i Tobago (64.) (debiutant) |

W nawiasach podane miejsce w Rankingu FIFA.

## Koszyki
| Koszyk A                                                                         | Koszyk B                                                                                      | Koszyk C                                                                               | Koszyk D                                                                                                   |
| -------------------------------------------------------------------------------- | --------------------------------------------------------------------------------------------- | -------------------------------------------------------------------------------------- | --- |
| - Anglia - Argentyna - Brazylia - Francja - Niemcy - Włochy - Meksyk - Hiszpania | - Angola - Australia - Wybrzeże Kości Słoniowej - Ekwador - Ghana - Paragwaj - Togo - Tunezja | - Chorwacja - Czechy - Holandia - Polska - Portugalia - Szwajcaria - Szwecja - Ukraina | - Kostaryka - Iran - Japonia - Korea Południowa - Arabia Saudyjska - Trynidad i Tobago - Stany Zjednoczone |
| Koszyk specjalny                                                                 |                                                                                               |                                                                                        | |
| - Serbia i Czarnogóra                                                            |                                                                                               |                                                                                        | |

## Stadiony
| Miasto              | Stadion¹                      | Drużyna                             | Pojemność na MŚ² | Fotografia |
| ------------------- | ----------------------------- | ----------------------------------- | ---------------- | ---------- |
| Berlin              | Olympiastadion                | Hertha BSC                          | 74 220           |            |
| Dortmund            | FIFA WM-Stadion Dortmund      | Borussia Dortmund                   | 65 982           |            |
| Frankfurt nad Menem | FIFA WM-Stadion Frankfurt     | Eintracht Frankfurt                 | 48 132           |            |
| Gelsenkirchen       | FIFA WM-Stadion Gelsenkirchen | FC Schalke 04                       | 54 804           |            |
| Hamburg             | FIFA WM-Stadion Hamburg       | Hamburger SV                        | 51 055           |            |
| Hanower             | FIFA WM-Stadion Hannover      | Hannover 96                         | 44 652           |            |
| Kaiserslautern      | Fritz-Walter-Stadion          | FC Kaiserslautern                   | 43 450           |            |
| Kolonia             | FIFA WM-Stadion Köln          | FC Köln                             | 46 120           |            |
| Lipsk               | Zentralstadion                | FC Sachsen Leipzig                  | 44 199           |            |
| Monachium           | FIFA WM-Stadion München       | Bayern Monachium TSV 1860 Monachium | 66 016           |            |
| Norymberga          | Frankenstadion                | 1. FC Nürnberg                      | 41 926           |            |
| Stuttgart           | Gottlieb-Daimler Stadion      | VfB Stuttgart                       | 53 200           |            |

¹ Niektóre stadiony na czas trwania mundialu musiały zmienić swoje nazwy, ponieważ są one niezgodne z umowami zawartymi między FIFA a sponsorami.
² Pojemność stadionów jest mniejsza niż w trakcie rozgrywek Bundesligi, ponieważ FIFA dopuszcza w trakcie mistrzostw tylko miejsca siedzące.

## Sędziowie główni
| Azja - Toru Kamikawa - Shamsul Maidin Afryka - Essam Abd Elfatah - Bonaventure Coffi Codjia Ameryka Centralna i Północna - Benito Archundia - Marco Rodríguez Ameryka Południowa - Carlos Amarilla - Horacio Elizondo - Jorge Larrionda - Óscar Ruiz - Carlos Simon |  | Oceania - Mark Shield Europa - Massimo Busacca - Frank De Bleeckere - Walentin Iwanow - Luis Medina Cantalejo - Markus Merk - Ľuboš Micheľ - Graham Poll - Éric Poulat - Roberto Rosetti |

## Uczestnicy mistrzostw

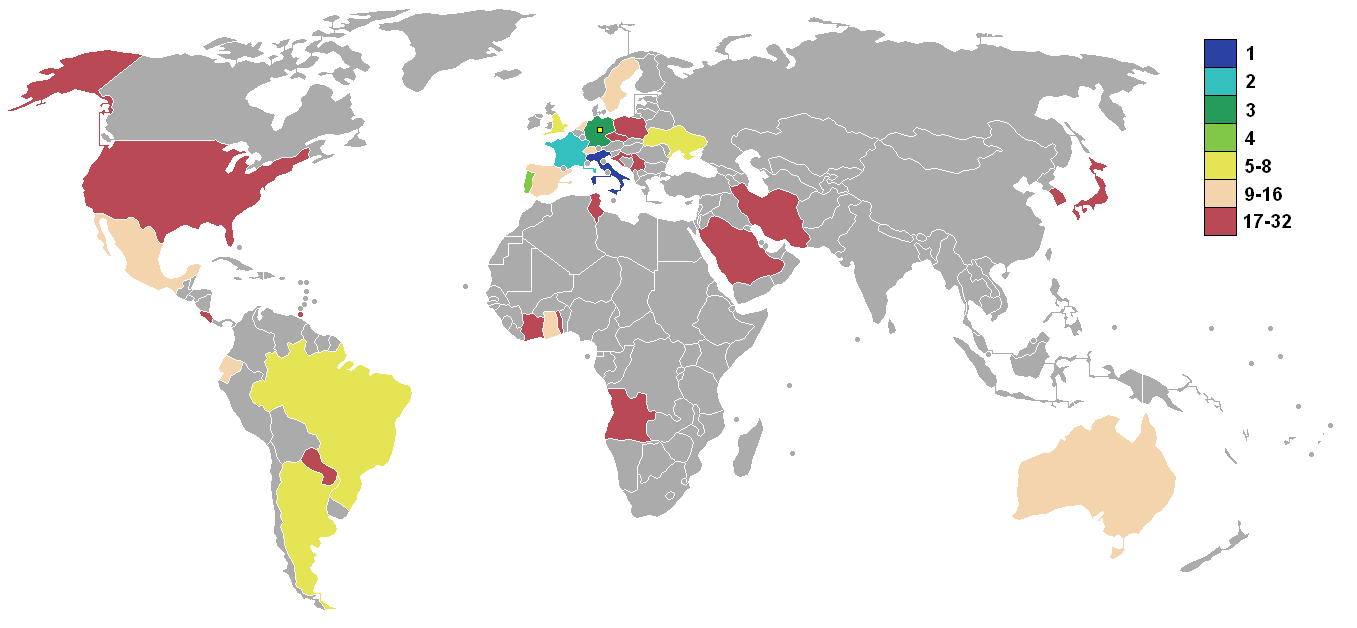
Państwa, których reprezentacje narodowe zakwalifikowały się do Mistrzostw Świata w 2006 roku

Najmłodszym uczestnikiem tych mistrzostw, urodzonym 16 marca 1989 roku, był pochodzący z Barbadosu napastnik Theo Walcott, grający w reprezentacji Anglii. Najstarszym zaś bramkarz Ali Boumnijel z Tunezji, urodzony 13 kwietnia 1966 roku.
W turnieju wzięła udział reprezentacja Serbii i Czarnogóry, dla której była to pożegnalna seniorska impreza międzynarodowa, gdyż państwo to rozpadło się kilka dni przed rozpoczęciem mundialu.

## Faza grupowa
Legenda do tabelek:
- Pkt – liczba punktów
- M – liczba meczów
- W – wygrane
- R – remisy
- P – porażki
- Br+ – bramki zdobyte
- Br− – bramki stracone
- +/− – różnica bramek

Dwie pierwsze drużyny z każdej grupy awansowały do dalszych gier.

### Grupa A
| Reprezentacja | Pkt | M | W | R | P | Br+ | Br− | +/− |
| ------------- | --- | - | - | - | - | --- | --- | --- |
| Niemcy        | 9   | 3 | 3 | 0 | 0 | 8   | 2   | +6  |
| Ekwador       | 6   | 3 | 2 | 0 | 1 | 5   | 3   | +2  |
| Polska        | 3   | 3 | 1 | 0 | 2 | 2   | 4   | -2  |
| Kostaryka     | 0   | 3 | 0 | 0 | 3 | 3   | 9   | -6  |

| 9 czerwca 2006 18:00 CEST | Niemcy · Philipp Lahm 6' · Miroslav Klose 17', 61' · Torsten Frings 87' | 4:2(2:1)raport | Kostaryka · 12', 73' Paulo Wanchope | FIFA WM-Stadion München, Monachium Widzów: 64 950 Sędzia: Horacio Elizondo |
|                           |                                                                         |                |                                     |                                                                            |

| 9 czerwca 2006 21:00 CEST | Polska | 0:2(0:1)raport | Ekwador · 24' Carlos Tenorio · 80' Agustín Delgado | FIFA WM-Stadion Gelsenkirchen, Gelsenkirchen Widzów: 52 000 Sędzia: Tōru Kamikawa |
|                           |        |                |                                                    |                                                                                   |

| 14 czerwca 2006 21:00 CEST | Niemcy · Oliver Neuville 90'+1 | 1:0(0:0)raport | Polska | FIFA WM-Stadion Dortmund, Dortmund Widzów: 65 000 Sędzia: Luis Medina Cantalejo |
|                            |                                |                |        |                                                                                 |

| 15 czerwca 2006 15:00 CEST | Ekwador · Carlos Tenorio 8' · Agustín Delgado 55' · Iván Kaviedes 90'+2 | 3:0(1:0)raport | Kostaryka | FIFA WM-Stadion Hamburg, Hamburg Widzów: 65 000 Sędzia: Coffi Codjia |
|                            |                                                                         |                |           |                                                                      |

| 20 czerwca 2006 16:00 CEST | Ekwador | 0:3(0:2)raport | Niemcy · 4', 44' Miroslav Klose · 57' Lukas Podolski | Olympiastadion, Berlin Widzów: 72 000 Sędzia: Walentin Iwanow |
|                            |         |                |                                                      |                                                               |

| 20 czerwca 2006 16:00 CEST | Kostaryka · Rónald Gómez 25' | 1:2(1:1)raport | Polska · 33', 66' Bartosz Bosacki | FIFA WM-Stadion Hannover, Hanower Widzów: 43 000 Sędzia: Shamsul Maidin |
|                            |                              |                |                                   |                                                                         |

### Grupa B
| Reprezentacja     | Pkt | M | W | R | P | Br+ | Br− | +/− |
| ----------------- | --- | - | - | - | - | --- | --- | --- |
| Anglia            | 7   | 3 | 2 | 1 | 0 | 5   | 2   | +3  |
| Szwecja           | 5   | 3 | 1 | 2 | 0 | 3   | 2   | +1  |
| Paragwaj          | 3   | 3 | 1 | 0 | 2 | 2   | 2   | 0   |
| Trynidad i Tobago | 1   | 3 | 0 | 1 | 2 | 0   | 4   | -4  |

| 10 czerwca 2006 15:00 CEST | Anglia · Carlos Gamarra 4' (sam.) | 1:0(1:0)raport | Paragwaj | FIFA WM-Stadion Frankfurt, Frankfurt nad Menem Widzów: 48 000 Sędzia: Marco Rodríguez |
|                            |                                   |                |          |                                                                                       |

| 10 czerwca 2006 18:00 CEST | Trynidad i Tobago | 0:0raport | Szwecja | FIFA WM-Stadion Dortmund, Dortmund Widzów: 62 959 Sędzia: Shamsul Maidin |
|                            |                   |           |         |                                                                          |

| 15 czerwca 2006 18:00 CEST | Anglia · Peter Crouch 83' · Steven Gerrard 90'+2' | 2:0(0:0)raport | Trynidad i Tobago | Frankenstadion, Norymberga Widzów: 41 000 Sędzia: Tōru Kamikawa |
|                            |                                                   |                |                   |                                                                 |

| 15 czerwca 2006 21:00 CEST | Szwecja · Fredrik Ljungberg 88' | 1:0(0:0)raport | Paragwaj | Olympiastadion, Berlin Widzów: 72 000 Sędzia: Ľuboš Micheľ |
|                            |                                 |                |          |                                                            |

| 20 czerwca 2006 21:00 CEST | Szwecja · Marcus Allbäck 51' · Henrik Larsson 90' | 2:2(0:1)raport | Anglia · 34' Joe Cole · 85' Steven Gerrard | FIFA WM-Stadion Köln, Kolonia Widzów: 45 000 Sędzia: Massimo Busacca |
|                            |                                                   |                |                                            |                                                                      |

| 20 czerwca 2006 21:00 CEST | Paragwaj · Brent Sancho 25' (sam.) · Nelson Cuevas 86' | 2:0(1:0)raport | Trynidad i Tobago | Fritz-Walter-Stadion, Kaiserslautern Widzów: 46 000 Sędzia: Roberto Rosetti |
|                            |                                                        |                |                   |                                                                             |

### Grupa C
| Reprezentacja            | Pkt | M | W | R | P | Br+ | Br− | +/− |
| ------------------------ | --- | - | - | - | - | --- | --- | --- |
| Argentyna                | 7   | 3 | 2 | 1 | 0 | 8   | 1   | +7  |
| Holandia                 | 7   | 3 | 2 | 1 | 0 | 3   | 1   | +2  |
| Wybrzeże Kości Słoniowej | 3   | 3 | 1 | 0 | 2 | 5   | 6   | -1  |
| Serbia i Czarnogóra      | 0   | 3 | 0 | 0 | 3 | 2   | 10  | -8  |

| 10 czerwca 2006 21:00 CEST | Argentyna · Hernán Crespo 24' · Javier Saviola 38' | 2:1(2:0)raport | Wybrzeże Kości Słoniowej · 82' Didier Drogba | FIFA WM-Stadion Hamburg, Hamburg Widzów: 49 480 Sędzia: Frank De Bleeckere |
|                            |                                                    |                |                                              |                                                                            |

| 11 czerwca 2006 15:00 CEST | Serbia i Czarnogóra | 0:1(0:1)raport | Holandia · 24' Arjen Robben | Zentralstadion, Lipsk Widzów: 37 216 Sędzia: Markus Merk |
|                            |                     |                |                             |                                                          |

| 16 czerwca 2006 15:00 CEST | Argentyna · Maxi Rodríguez 6', 41' · Esteban Cambiasso 30' · Hernán Crespo 78' · Carlos Tévez 84' · Lionel Messi 88' | 6:0(3:0)raport | Serbia i Czarnogóra | FIFA WM-Stadion Gelsenkirchen, Gelsenkirchen Widzów: 52 000 Sędzia: Roberto Rosetti |
|                            | |                |                     |                                                                                     |

| 16 czerwca 2006 18:00 CEST | Holandia · Robin van Persie 23' · Ruud van Nistelrooy 27' | 2:1(2:1)raport | Wybrzeże Kości Słoniowej · 38' Bakari Koné | Gottlieb-Daimler-Stadion, Stuttgart Widzów: 52 000 Sędzia: Óscar Ruiz |
|                            |                                                           |                |                                            |                                                                       |

| 21 czerwca 2006 21:00 CEST | Holandia | 0:0raport | Argentyna | FIFA WM-Stadion Frankfurt, Frankfurt nad Menem Widzów: 48 000 Sędzia: Luis Medina Cantalejo |
|                            |          |           |           |                                                                                             |

| 21 czerwca 2006 21:00 CEST | Wybrzeże Kości Słoniowej · Aruna Dindane 37' (k.), 67' · Bonaventure Kalou 86' (k.) | 3:2(1:2)raport | Serbia i Czarnogóra · 10' Nikola Žigić · 20' Saša Ilić | FIFA WM-Stadion München, Monachium Widzów: 66 000 Sędzia: Marco Rodríguez |
|                            |                                                                                     |                |                                                        |                                                                           |

### Grupa D
| Reprezentacja | Pkt | M | W | R | P | Br+ | Br− | +/− |
| ------------- | --- | - | - | - | - | --- | --- | --- |
| Portugalia    | 9   | 3 | 3 | 0 | 0 | 5   | 1   | +4  |
| Meksyk        | 4   | 3 | 1 | 1 | 1 | 4   | 3   | +1  |
| Angola        | 2   | 3 | 0 | 2 | 1 | 1   | 2   | -1  |
| Iran          | 1   | 3 | 0 | 1 | 2 | 2   | 6   | -4  |

| 11 czerwca 2006 18:00 CEST | Meksyk · Omar Bravo 28', 76' · Sinha 79' | 3:1(1:1)raport | Iran · 36' Yahya Golmohammadi | Frankenstadion, Norymberga Widzów: 41 000 Sędzia: Roberto Rosetti |
|                            |                                          |                |                               |                                                                   |

| 11 czerwca 2006 21:00 CEST | Angola | 0:1(0:1)raport | Portugalia · 4' Pedro Pauleta | FIFA WM-Stadion Köln, Kolonia Widzów: 45 000 Sędzia: Jorge Larrionda |
|                            |        |                |                               |                                                                      |

| 16 czerwca 2006 21:00 CEST | Meksyk | 0:0raport | Angola | FIFA WM-Stadion Hannover, Hanower Widzów: 43 000 Sędzia: Shamsul Maidin |
|                            |        |           |        |                                                                         |

| 17 czerwca 2006 15:00 CEST | Portugalia · Deco 63' · Cristiano Ronaldo 80' (k.) | 2:0(0:0)raport | Iran | FIFA WM-Stadion Frankfurt, Frankfurt nad Menem Widzów: 48 000 Sędzia: Éric Poulat |
|                            |                                                    |                |      |                                                                                   |

| 21 czerwca 2006 16:00 CEST | Portugalia · Maniche 6' · Simão Sabrosa 24' (k.) | 2:1(2:1)raport | Meksyk · 29' Francisco Fonseca | FIFA WM-Stadion Gelsenkirchen, Gelsenkirchen Widzów: 52 000 Sędzia: Ľuboš Micheľ |
|                            |                                                  |                |                                |                                                                                  |

| 21 czerwca 2006 16:00 CEST | Iran · Sohrab Bachtijarizade 75' | 1:1(0:0)raport | Angola · 60' Flávio Amado | Zentralstadion, Lipsk Widzów: 38 000 Sędzia: Mark Shield |
|                            |                                  |                |                           |                                                          |

### Grupa E
| Reprezentacja     | Pkt | M | W | R | P | Br+ | Br− | +/− |
| ----------------- | --- | - | - | - | - | --- | --- | --- |
| Włochy            | 7   | 3 | 2 | 1 | 0 | 5   | 1   | +4  |
| Ghana             | 6   | 3 | 2 | 0 | 1 | 4   | 3   | +1  |
| Czechy            | 3   | 3 | 1 | 0 | 2 | 3   | 4   | -1  |
| Stany Zjednoczone | 1   | 3 | 0 | 1 | 2 | 2   | 6   | -4  |

| 12 czerwca 2006 18:00 CEST | Stany Zjednoczone | 0:3(0:2)raport | Czechy · Jan Koller 5' · Tomáš Rosický 36', 76' | FIFA WM-Stadion Gelsenkirchen, Gelsenkirchen Widzów: 52 000 Sędzia: Carlos Amarilla |
|                            |                   |                |                                                 |                                                                                     |

| 12 czerwca 2006 21:00 CEST | Włochy · Andrea Pirlo 40' · Vincenzo Iaquinta 83' | 2:0(1:0)raport | Ghana | FIFA WM-Stadion Hannover, Hanower Widzów: 43 000 Sędzia: Carlos Simon |
|                            |                                                   |                |       |                                                                       |

| 17 czerwca 2006 18:00 CEST | Czechy | 0:2(0:1)raport | Ghana · 2' Asamoah Gyan · 82' Sulley Muntari | FIFA WM-Stadion Köln, Kolonia Widzów: 45 000 Sędzia: Horacio Elizondo |
|                            |        |                |                                              |                                                                       |

| 17 czerwca 2006 21:00 CEST | Włochy · Alberto Gilardino 22' | 1:1(1:1)raport | Stany Zjednoczone · 27' (sam.) Cristian Zaccardo | Fritz-Walter-Stadion, Kaiserslautern Widzów: 46 000 Sędzia: Jorge Larrionda |
|                            |                                |                |                                                  |                                                                             |

| 22 czerwca 2006 16:00 CEST | Czechy | 0:2(0:1)raport | Włochy · 26' Marco Materazzi · 87' Filippo Inzaghi | FIFA WM-Stadion Hamburg, Hamburg Widzów: 50 000 Sędzia: Benito Archundia |
|                            |        |                |                                                    |                                                                          |

| 22 czerwca 2006 16:00 CEST | Ghana · Haminu Dramani 22' · Stephen Appiah 45' (k.) | 2:1(2:1)raport | Stany Zjednoczone · 43' Clint Dempsey | Frankenstadion, Norymberga Widzów: 50 000 Sędzia: Markus Merk |
|                            |                                                      |                |                                       |                                                               |

### Grupa F
| Reprezentacja | Pkt | M | W | R | P | Br+ | Br− | +/− |
| ------------- | --- | - | - | - | - | --- | --- | --- |
| Brazylia      | 9   | 3 | 3 | 0 | 0 | 7   | 1   | +6  |
| Australia     | 4   | 3 | 1 | 1 | 1 | 5   | 5   | +0  |
| Chorwacja     | 2   | 3 | 0 | 2 | 1 | 2   | 3   | -1  |
| Japonia       | 1   | 3 | 0 | 1 | 2 | 2   | 7   | -5  |

| 12 czerwca 2006 15:00 CEST | Australia · Tim Cahill 84', 89' · John Aloisi 90'+2 | 3:1(0:1)raport | Japonia · Shunsuke Nakamura 26' | Fritz-Walter-Stadion, Kaiserslautern Widzów: 46 000 Sędzia: Essam Abd Elfatah |
|                            |                                                     |                |                                 |                                                                               |

| 13 czerwca 2006 21:00 CEST | Brazylia · Kaká 44' | 1:0(1:0)raport | Chorwacja | Olympiastadion, Berlin Widzów: 72 000 Sędzia: Benito Archundia |
|                            |                     |                |           |                                                                |

| 18 czerwca 2006 15:00 CEST | Japonia | 0:0raport | Chorwacja | Frankenstadion, Norymberga Widzów: 41 000 Sędzia: Frank De Bleeckere |
|                            |         |           |           |                                                                      |

| 18 czerwca 2006 18:00 CEST | Brazylia · Adriano 49' · Fred 88' | 2:0(0:0)raport | Australia | FIFA WM-Stadion München, Monachium Widzów: 66 000 Sędzia: Markus Merk |
|                            |                                   |                |           |                                                                       |

| 22 czerwca 2006 21:00 CEST | Japonia · Keiji Tamada 34' | 1:4(1:1)raport | Brazylia · 45', 82' Ronaldo · 53' Juninho Pernambucano · 59' Gilberto | FIFA WM-Stadion Dortmund, Dortmund Widzów: 66 000 Sędzia: Éric Poulat |
|                            |                            |                |                                                                       |                                                                       |

| 22 czerwca 2006 21:00 CEST | Chorwacja · Darijo Srna 2' · Niko Kovač 56' | 2:2(1:1)raport | Australia · 38' (k.) Craig Moore · 79' Harry Kewell | Gottlieb-Daimler-Stadion, Stuttgart Widzów: 52 000 Sędzia: Graham Poll |
|                            |                                             |                |                                                     |                                                                        |

### Grupa G
| Reprezentacja    | Pkt | M | W | R | P | Br+ | Br− | +/− |
| ---------------- | --- | - | - | - | - | --- | --- | --- |
| Szwajcaria       | 7   | 3 | 2 | 1 | 0 | 4   | 0   | +4  |
| Francja          | 5   | 3 | 1 | 2 | 0 | 3   | 1   | +2  |
| Korea Południowa | 4   | 3 | 1 | 1 | 1 | 3   | 4   | -1  |
| Togo             | 0   | 3 | 0 | 0 | 3 | 1   | 6   | -5  |

| 13 czerwca 2006 15:00 CEST | Korea Południowa · Lee Chun-soo 54' · Ahn Jung-hwan 72' | 2:1(0:1)raport | Togo · 32' Mohamed Kader | FIFA WM-Stadion Frankfurt, Frankfurt nad Menem Widzów: 48 000 Sędzia: Graham Poll |
|                            |                                                         |                |                          |                                                                                   |

| 13 czerwca 2006 18:00 CEST | Francja | 0:0raport | Szwajcaria | Gottlieb-Daimler-Stadion, Stuttgart Widzów: 52 000 Sędzia: Walentin Iwanow |
|                            |         |           |            |                                                                            |

| 18 czerwca 2006 21:00 CEST | Francja · Thierry Henry 9' | 1:1(1:0)raport | Korea Południowa · 80' Park Ji-sung | Zentralstadion, Lipsk Widzów: 43 000 Sędzia: Benito Archundia |
|                            |                            |                |                                     |                                                               |

| 19 czerwca 2006 15:00 CEST | Togo | 0:2(0:1)raport | Szwajcaria · 16' Alexander Frei · 88' Tranquillo Barnetta | FIFA WM-Stadion Dortmund, Dortmund Widzów: 65 000 Sędzia: Carlos Amarilla |
|                            |      |                |                                                           |                                                                           |

| 23 czerwca 2006 21:00 CEST | Togo | 0:2(0:0)raport | Francja · 55' Patrick Vieira · 61' Thierry Henry | FIFA WM-Stadion Köln, Kolonia Widzów: 45 000 Sędzia: Jorge Larrionda |
|                            |      |                |                                                  |                                                                      |

| 23 czerwca 2006 21:00 CEST | Szwajcaria · 23' Philippe Senderos · 77' Alexander Frei | 2:0(1:0)raport | Korea Południowa | FIFA WM-Stadion Hannover, Hanower Widzów: 43 000 Sędzia: Horacio Elizondo |
|                            |                                                         |                |                  |                                                                           |

### Grupa H
| Reprezentacja    | Pkt | M | W | R | P | Br+ | Br− | +/− |
| ---------------- | --- | - | - | - | - | --- | --- | --- |
| Hiszpania        | 9   | 3 | 3 | 0 | 0 | 8   | 1   | +7  |
| Ukraina          | 6   | 3 | 2 | 0 | 1 | 5   | 4   | +1  |
| Tunezja          | 1   | 3 | 0 | 1 | 2 | 3   | 6   | -3  |
| Arabia Saudyjska | 1   | 3 | 0 | 1 | 2 | 2   | 7   | -5  |

| 14 czerwca 2006 15:00 CEST | Hiszpania · Xabi Alonso 13' · David Villa 17', 48' (k.) · Fernando Torres 81' | 4:0(2:0)raport | Ukraina | Zentralstadion, Lipsk Widzów: 43 000 Sędzia: Massimo Busacca |
|                            |                                                                               |                |         |                                                              |

| 14 czerwca 2006 18:00 CEST | Tunezja · Ziad Jaziri 23' · Radhi Jaïdi 90'+2 | 2:2(1:0)raport | Arabia Saudyjska · 57' Jassir Al-Kahtani · 84' Sami Al-Jaber | FIFA WM-Stadion München, Monachium Widzów: 66 000 Sędzia: Mark Shield |
|                            |                                               |                |                                                              |                                                                       |

| 19 czerwca 2006 18:00 CEST | Arabia Saudyjska | 0:4(0:2)raport | Ukraina · 4' Andrij Rusoł · 36' Serhij Rebrow · 46' Andrij Szewczenko · 84' Maksym Kaliniczenko | FIFA WM-Stadion Hamburg, Hamburg Widzów: 50 000 Sędzia: Graham Poll |
|                            |                  |                |                                                                                                 |                                                                     |

| 19 czerwca 2006 21:00 CEST | Hiszpania · Raúl González 71' · Fernando Torres 75', 90' (k.) | 3:1(0:1)raport | Tunezja · 8' Jawhar Mnari | Gottlieb-Daimler-Stadion, Stuttgart Widzów: 52 000 Sędzia: Carlos Simon |
|                            |                                                               |                |                           |                                                                         |

| 23 czerwca 2006 16:00 CEST | Arabia Saudyjska | 0:1(0:1)raport | Hiszpania · 36' Juanito | Fritz-Walter-Stadion, Kaiserslautern Widzów: 46 000 Sędzia: Coffi Codjia |
|                            |                  |                |                         |                                                                          |

| 23 czerwca 2006 16:00 CEST | Ukraina · Andrij Szewczenko 70' (k.) | 1:0(0:0)raport | Tunezja | Olympiastadion, Berlin Widzów: 72 000 Sędzia: Carlos Amarilla |
|                            |                                      |                |         |                                                               |

## Faza pucharowa
|  |                             |            |                         |                     |                     |                     |                     |                   |                   |                   |                     |                     |                     |  |  |       |       |       |
|  | 1/8 finału                  | 1/8 finału | 1/8 finału              |                     |                     | Ćwierćfinały        | Ćwierćfinały        | Ćwierćfinały      |                   |                   | Półfinały           | Półfinały           | Półfinały           |  |  | Finał | Finał | Finał |
|  | 1/8 finału                  | 1/8 finału | 1/8 finału              |                     |                     | Ćwierćfinały        | Ćwierćfinały        | Ćwierćfinały      |                   |                   | Półfinały           | Półfinały           | Półfinały           |  |  | Finał | Finał | Finał |
|  | 24 czerwca – Monachium      |            |                         |                     |                     |                     |                     |                   |                   |                   |                     |                     |                     |  |  |       |       |       |
|  |                             |            |                         |                     |                     |                     |                     |                   |                   |                   |                     |                     |                     |  |  |       |       |       |
|  | Niemcy                      | Niemcy     | 2                       |                     |                     |                     |                     |                   |                   |                   |                     |                     |                     |  |  |       |       |       |
|  | Niemcy                      | Niemcy     | 2                       | 30 czerwca – Berlin |                     |                     |                     |                   |                   |                   |                     |                     |                     |  |  |       |       |       |
|  | Szwecja                     | Szwecja    | 0                       |                     |                     |                     |                     |                   |                   |                   |                     |                     |                     |  |  |       |       |       |
|  | Szwecja                     | Szwecja    | 0                       |                     |                     | Niemcy              | Niemcy              | 1(4)              |                   |                   |                     |                     |                     |  |  |       |       |       |
|  | 24 czerwca – Lipsk          |            |                         |                     |                     | Niemcy              | Niemcy              | 1(4)              |                   |                   |                     |                     |                     |  |  |       |       |       |
|  |                             |            | Argentyna               | Argentyna           | 1(2)                |                     |                     |                   |                   |                   |                     |                     |                     |  |  |       |       |       |
|  | Argentyna                   | Argentyna  | Argentyna               | Argentyna           | 1(2)                | 2                   |                     |                   |                   |                   |                     |                     |                     |  |  |       |       |       |
|  | Argentyna                   | Argentyna  |                         |                     |                     | 2                   | 4 lipca – Dortmund  |                   |                   |                   |                     |                     |                     |  |  |       |       |       |
|  | Meksyk                      | Meksyk     | 1                       |                     |                     |                     |                     |                   |                   |                   |                     |                     |                     |  |  |       |       |       |
|  | Meksyk                      | Meksyk     | 1                       |                     |                     | Niemcy              | Niemcy              | 0                 |                   |                   |                     |                     |                     |  |  |       |       |       |
|  | 26 czerwca – Kaiserslautern |            |                         |                     |                     | Niemcy              | Niemcy              | 0                 |                   |                   |                     |                     |                     |  |  |       |       |       |
|  |                             |            | Włochy                  | Włochy              | 2                   |                     |                     |                   |                   |                   |                     |                     |                     |  |  |       |       |       |
|  | Włochy                      | Włochy     | Włochy                  | Włochy              | 2                   | 1                   |                     |                   |                   |                   |                     |                     |                     |  |  |       |       |       |
|  | Włochy                      | Włochy     | 30 czerwca – Hamburg    |                     |                     | 1                   |                     |                   |                   |                   |                     |                     |                     |  |  |       |       |       |
|  | Australia                   | Australia  | 0                       |                     |                     |                     |                     |                   |                   |                   |                     |                     |                     |  |  |       |       |       |
|  | Australia                   | Australia  | 0                       |                     |                     | Włochy              | Włochy              | 3                 |                   |                   |                     |                     |                     |  |  |       |       |       |
|  | 26 czerwca – Kolonia        |            |                         |                     |                     | Włochy              | Włochy              | 3                 |                   |                   |                     |                     |                     |  |  |       |       |       |
|  |                             |            | Ukraina                 | Ukraina             | 0                   |                     |                     |                   |                   |                   |                     |                     |                     |  |  |       |       |       |
|  | Szwajcaria                  | Szwajcaria | Ukraina                 | Ukraina             | 0                   | 0(0)                |                     |                   |                   |                   |                     |                     |                     |  |  |       |       |       |
|  | Szwajcaria                  | Szwajcaria |                         |                     |                     | 0(0)                | 9 lipca – Berlin    |                   |                   |                   |                     |                     |                     |  |  |       |       |       |
|  | Ukraina                     | Ukraina    | 0(3)                    |                     |                     |                     |                     |                   |                   |                   |                     |                     |                     |  |  |       |       |       |
|  | Ukraina                     | Ukraina    | 0(3)                    |                     |                     | Włochy              | Włochy              | 1(5)              |                   |                   |                     |                     |                     |  |  |       |       |       |
|  | 25 czerwca – Stuttgart      |            |                         |                     |                     | Włochy              | Włochy              | 1(5)              |                   |                   |                     |                     |                     |  |  |       |       |       |
|  |                             |            | Francja                 | Francja             | 1(3)                |                     |                     |                   |                   |                   |                     |                     |                     |  |  |       |       |       |
|  | Anglia                      | Anglia     | Francja                 | Francja             | 1(3)                | 1                   |                     |                   |                   |                   |                     |                     |                     |  |  |       |       |       |
|  | Anglia                      | Anglia     | 1 lipca – Gelsenkirchen |                     |                     | 1                   |                     |                   |                   |                   |                     |                     |                     |  |  |       |       |       |
|  | Ekwador                     | Ekwador    | 0                       |                     |                     |                     |                     |                   |                   |                   |                     |                     |                     |  |  |       |       |       |
|  | Ekwador                     | Ekwador    | 0                       |                     |                     | Anglia              | Anglia              | 0(1)              |                   |                   |                     |                     |                     |  |  |       |       |       |
|  | 25 czerwca – Norymberga     |            |                         |                     |                     | Anglia              | Anglia              | 0(1)              |                   |                   |                     |                     |                     |  |  |       |       |       |
|  |                             |            | Portugalia              | Portugalia          | 0(3)                |                     |                     |                   |                   |                   |                     |                     |                     |  |  |       |       |       |
|  | Portugalia                  | Portugalia | Portugalia              | Portugalia          | 0(3)                | 1                   |                     |                   |                   |                   |                     |                     |                     |  |  |       |       |       |
|  | Portugalia                  | Portugalia |                         |                     |                     | 1                   | 5 lipca – Monachium |                   |                   |                   |                     |                     |                     |  |  |       |       |       |
|  | Holandia                    | Holandia   | 0                       |                     |                     |                     |                     |                   |                   |                   |                     |                     |                     |  |  |       |       |       |
|  | Holandia                    | Holandia   | 0                       |                     |                     | Portugalia          | Portugalia          | 0                 |                   |                   |                     |                     |                     |  |  |       |       |       |
|  | 27 czerwca – Dortmund       |            |                         |                     |                     | Portugalia          | Portugalia          | 0                 |                   |                   |                     |                     |                     |  |  |       |       |       |
|  |                             |            | Francja                 | Francja             | 1                   |                     |                     | Mecz o 3. miejsce | Mecz o 3. miejsce | Mecz o 3. miejsce |                     |                     |                     |  |  |       |       |       |
|  | Brazylia                    | Brazylia   | Francja                 | Francja             | 1                   | 3                   |                     |                   |                   | Mecz o 3. miejsce |                     |                     |                     |  |  |       |       |       |
|  | Brazylia                    | Brazylia   |                         |                     | 1 lipca – Frankfurt | 1 lipca – Frankfurt | 1 lipca – Frankfurt |                   |                   |                   | 8 lipca – Stuttgart | 8 lipca – Stuttgart | 8 lipca – Stuttgart |  |  |       |       |       |
|  | Ghana                       | Ghana      | 0                       |                     | 1 lipca – Frankfurt | 1 lipca – Frankfurt | 1 lipca – Frankfurt |                   |                   |                   | 8 lipca – Stuttgart | 8 lipca – Stuttgart | 8 lipca – Stuttgart |  |  |       |       |       |
|  | Ghana                       | Ghana      | 0                       |                     |                     | Brazylia            | Brazylia            | 0                 | Niemcy            | Niemcy            | 3                   |                     |                     |  |  |       |       |       |
|  | 27 czerwca – Hanower        |            |                         |                     |                     | Brazylia            | Brazylia            | 0                 | Niemcy            | Niemcy            | 3                   |                     |                     |  |  |       |       |       |
|  |                             |            | Francja                 | Francja             | 1                   |                     |                     | Portugalia        | Portugalia        | 1                 |                     |                     |                     |  |  |       |       |       |
|  | Hiszpania                   | Hiszpania  | Francja                 | Francja             | 1                   | 1                   |                     | Portugalia        | Portugalia        | 1                 |                     |                     |                     |  |  |       |       |       |
|  | Hiszpania                   | Hiszpania  |                         |                     |                     |                     |                     |                   |                   |                   |                     |                     |                     |  |  |       |       |       |
|  | Francja                     | Francja    | 3                       |                     |                     |                     |                     |                   |                   |                   |                     |                     |                     |  |  |       |       |       |
|  | Francja                     | Francja    | 3                       |                     |                     |                     |                     |                   |                   |                   |                     |                     |                     |  |  |       |       |       |

UWAGA: W nawiasach podane są wyniki po rzutach karnych.

### 1/8 finału
| 24 czerwca 2006 17:00 CEST | Niemcy · Lukas Podolski 4', 12' | 2:0(2:0)raport | Szwecja | FIFA WM-Stadion München, Monachium Widzów: 66 000 Sędzia: Carlos Simon |
|                            |                                 |                |         |                                                                        |

| 24 czerwca 2006 21:00 CEST | Argentyna · Hernán Crespo 10' · Maxi Rodríguez 98' | 2:1, po dogrywce(1:1, 1:1)raport | Meksyk · Rafael Márquez 6' | Zentralstadion, Lipsk Widzów: 43 000 Sędzia: Massimo Busacca |
|                            |                                                    |                                  |                            |                                                              |

| 25 czerwca 2006 17:00 CEST | Anglia · David Beckham 60' | 1:0(0:0)raport | Ekwador | Gottlieb-Daimler-Stadion, Stuttgart Widzów: 52 000 Sędzia: Frank De Bleeckere |
|                            |                            |                |         |                                                                               |

| 25 czerwca 2006 21:00 CEST | Portugalia · Maniche 24' | 1:0(1:0)raport | Holandia | Frankenstadion, Norymberga Widzów: 41 000 Sędzia: Walentin Iwanow |
|                            |                          |                |          |                                                                   |

| 26 czerwca 2006 17:00 CEST | Włochy · Francesco Totti 90'+5 (k.) | 1:0(0:0)raport | Australia | Fritz-Walter-Stadion, Kaiserslautern Widzów: 46 000 Sędzia: Luis Medina Cantalejo |
|                            |                                     |                |           |                                                                                   |

| 26 czerwca 2006 21:00 CEST                             | Szwajcaria | 0:0, po dogrywce k. 0:3raport                                    | Ukraina | FIFA WM-Stadion Köln, Kolonia Widzów: 45 000 Sędzia: Benito Archundia |
|                                                        |            |                                                                  |         |                                                                       |
|                                                        |            | Rzuty karne                                                      |         |                                                                       |
| Marco Streller · Tranquillo Barnetta · Ricardo Cabanas |            | Andrij Szewczenko · Artem Miłewski · Serhij Rebrow · Ołeh Husiew |         |                                                                       |

| 27 czerwca 2006 17:00 CEST | Brazylia · Ronaldo 5' · Adriano 45'+1 · Zé Roberto 86' | 3:0(2:0)raport | Ghana | FIFA WM-Stadion Dortmund, Dortmund Widzów: 65 000 Sędzia: Ľuboš Micheľ |
|                            |                                                        |                |       |                                                                        |

| 27 czerwca 2006 21:00 CEST | Hiszpania · David Villa 28' (k.) | 1:3(1:1)raport | Francja · Franck Ribéry 41' · Patrick Vieira 83' · Zinédine Zidane 90'+2 | FIFA WM-Stadion Hannover, Hanower Widzów: 43 000 Sędzia: Roberto Rosetti |
|                            |                                  |                |                                                                          |                                                                          |

### Ćwierćfinały
| 30 czerwca 2006 17:00 CEST                                        | Niemcy · Miroslav Klose 80' | 1:1, po dogrywce k. 4:2(0:0, 1:1)raport                         | Argentyna · Roberto Ayala 49' | Olympiastadion, Berlin Widzów: 72 000 Sędzia: Ľuboš Micheľ |
|                                                                   |                             |                                                                 |                               |                                                            |
|                                                                   |                             | Rzuty karne                                                     |                               |                                                            |
| Oliver Neuville · Michael Ballack · Lukas Podolski · Tim Borowski |                             | Julio Cruz · Roberto Ayala · Maxi Rodríguez · Esteban Cambiasso |                               |                                                            |

| 30 czerwca 2006 21:00 CEST | Włochy · Gianluca Zambrotta 6' · Luca Toni 59', 69' | 3:0(1:0)raport | Ukraina | FIFA WM-Stadion Hamburg, Hamburg Widzów: 50 000 Sędzia: Frank De Bleeckere |
|                            |                                                     |                |         |                                                                            |

| 1 lipca 2006 17:00 CEST                                            | Anglia | 0:0, po dogrywce k. 1:3raport                                                   | Portugalia | FIFA WM-Stadion Gelsenkirchen, Gelsenkirchen Widzów: 52 000 Sędzia: Horacio Elizondo |
|                                                                    |        |                                                                                 |            |                                                                                      |
|                                                                    |        | Rzuty karne                                                                     |            |                                                                                      |
| Frank Lampard · Owen Hargreaves · Steven Gerrard · Jamie Carragher |        | Simão Sabrosa · Hugo Viana · Armando Petit · Hélder Postiga · Cristiano Ronaldo |            |                                                                                      |

| 1 lipca 2006 21:00 CEST | Brazylia | 0:1(0:0)raport | Francja · Thierry Henry 57' | FIFA WM-Stadion Frankfurt, Frankfurt nad Menem Widzów: 48 000 Sędzia: Luis Medina Cantalejo |
|                         |          |                |                             |                                                                                             |

### Półfinały
| 4 lipca 2006 21:00 CEST | Niemcy | 0:2, po dogrywce(0:0, 0:0)raport | Włochy · Fabio Grosso 119' · Alessandro Del Piero 120'+1 | FIFA WM-Stadion Dortmund, Dortmund Widzów: 65 000 Sędzia: Benito Archundia |
|                         |        |                                  |                                                          |                                                                            |

| 5 lipca 2006 21:00 CEST | Portugalia | 0:1(0:1)raport | Francja · Zinédine Zidane 33' (k.) | FIFA WM-Stadion München, Monachium Widzów: 66 000 Sędzia: Jorge Larrionda |
|                         |            |                |                                    |                                                                           |

### Mecz o 3. miejsce
| 8 lipca 2006 21:00 CEST | Niemcy · Bastian Schweinsteiger 56', 78' · Armando Petit 61' (sam.) | 3:1(0:0)raport | Portugalia · Nuno Gomes 88' | Gottlieb-Daimler-Stadion, Stuttgart Widzów: 52 000 Sędzia: Tōru Kamikawa |
|                         |                                                                     |                |                             |                                                                          |

### Finał
| 9 lipca 2006 20:00 CEST                                                                 | Włochy · Marco Materazzi 19' | 1:1, po dogrywce k. 5:3(1:1, 1:1)raport                        | Francja · Zinédine Zidane 7' (k.) | Olympiastadion, Berlin Widzów: 69 000 Sędzia: Horacio Elizondo |
|                                                                                         |                              |                                                                |                                   |                                                                |
|                                                                                         |                              | Rzuty karne                                                    |                                   |                                                                |
| Andrea Pirlo · Marco Materazzi · Daniele De Rossi · Alessandro Del Piero · Fabio Grosso |                              | Sylvain Wiltord · David Trezeguet · Éric Abidal · Willy Sagnol |                                   |                                                                |

## Strzelcy
- Bramki z serii rzutów karnych nie są wliczane do klasyfikacji strzelców. Informacje na temat autorów tych goli znajdą się wyłącznie przy opisie meczu.

### 5 goli
- Miroslav Klose

### 3 gole
| - Hernán Crespo - Maxi Rodríguez - Ronaldo - Thierry Henry - Zinédine Zidane - Fernando Torres - David Villa - Lukas Podolski |

### 2 gole
| - Steven Gerrard - Tim Cahill - Adriano - Tomáš Rosický - Agustín Delgado - Carlos Tenorio - Patrick Vieira - Paulo Wanchope - Omar Bravo - Bastian Schweinsteiger - Bartosz Bosacki - Maniche - Alexander Frei - Andrij Szewczenko - Marco Materazzi - Luca Toni - Aruna Dindane |

### 1 gol
| - David Beckham - Joe Cole - Peter Crouch - Flávio - Sami Al-Jaber - Jassir Al-Kahtani - Roberto Ayala - Esteban Cambiasso - Lionel Messi - Javier Saviola - Carlos Tévez - John Aloisi - Harry Kewell - Craig Moore - Fred - Gilberto - Juninho Pernambucano - Kaká - Zé Roberto - Niko Kovač - Darijo Srna - Jan Koller - Iván Kaviedes - Franck Ribéry - Stephen Appiah - Haminu Dramani - Asamoah Gyan - Sulley Muntari - Juanito - Raúl González - Xabi Alonso - Arjen Robben - Ruud van Nistelrooy - Robin van Persie - Sohrab Bachtijarizade - Yahya Golmohammadi - Shunsuke Nakamura - Keiji Tamada - Ahn Jung-hwan - Lee Chun-soo - Park Ji-sung - Rónald Gómez - Francisco Fonseca - Rafael Márquez - Sinha - Torsten Frings - Philipp Lahm - Oliver Neuville - Nelson Cuevas - Deco - Nuno Gomes - Pauleta - Cristiano Ronaldo - Simão Sabrosa - Saša Ilić - Nikola Žigić - Clint Dempsey - Tranquillo Barnetta - Philippe Senderos - Marcus Allbäck - Henrik Larsson - Fredrik Ljungberg - Mohamed Kader - Radhi Jaïdi - Ziad Jaziri - Jawhar Mnari - Maksym Kaliniczenko - Serhij Rebrow - Andrij Rusoł - Alessandro Del Piero - Alberto Gilardino - Fabio Grosso - Vincenzo Iaquinta - Filippo Inzaghi - Andrea Pirlo - Francesco Totti - Gianluca Zambrotta - Didier Drogba - Bonaventure Kalou - Bakari Koné |

### Gole samobójcze
- Carlos Gamarra (dla Anglii)
- Armando Petit (dla Niemiec)
- Brent Sancho (dla Paragwaju)
- Cristian Zaccardo (dla Stanów Zjednoczonych)

## Czerwone kartki
Na MŚ 2006 arbitrzy pokazali 28. czerwonych kartek. Oto ich „zdobywcy” (w kolejności od piłkarza, który dostał czerwoną kartkę najwcześniej):
- Avery John (Trynidad i Tobago – Szwecja, za drugą żółtą)
- Jean-Paul Abalo (Korea Południowa – Togo, za drugą żółtą)
- Władysław Waszczuk (Hiszpania – Ukraina)
- Radosław Sobolewski (Niemcy – Polska, za drugą żółtą)
- Mateja Kežman (Argentyna – Serbia i Czarnogóra)
- André Macanga (Meksyk – Angola, za drugą żółtą)
- Tomáš Ujfaluši (Czechy – Ghana)
- Daniele De Rossi (Włochy – USA)
- Pablo Mastroeni (Włochy – USA)
- Eddie Pope (Włochy – USA, za drugą żółtą)
- Albert Nađ (Wybrzeże Kości Słoniowej – Serbia i Czarnogóra, za drugą żółtą)
- Cyril Domoraud (Wybrzeże Kości Słoniowej – Serbia i Czarnogóra, za drugą żółtą)
- Luis Ernesto Pérez (Portugalia – Meksyk, za drugą żółtą)
- Jan Polák (Czechy – Włochy, za drugą żółtą)
- Dario Šimić (Chorwacja – Australia, za drugą żółtą)
- Brett Emerton (Chorwacja – Australia, za drugą żółtą)
- Josip Šimunić (Chorwacja – Australia, przez pomyłkę sędzia pokazał Šimuniciowi 3 żółte kartki)
- Ziad Jaziri (Ukraina – Tunezja, za drugą żółtą)
- Teddy Lučić (Niemcy – Szwecja, za drugą żółtą)
- Costinha (Portugalia – Holandia, za drugą żółtą)
- Khalid Boulahrouz (Portugalia – Holandia, za drugą żółtą)
- Deco (Portugalia – Holandia, za drugą żółtą)
- Giovanni van Bronckhorst (Portugalia – Holandia, za drugą żółtą)
- Marco Materazzi (Włochy – Australia)
- Leandro Cufré (Niemcy – Argentyna)
- Asamoah Gyan (Brazylia – Ghana, za drugą żółtą)
- Wayne Rooney (Anglia – Portugalia)
- Zinédine Zidane (Włochy – Francja)

## Statystyki
- 138 zawodników nie zagrało na mistrzostwach ani minuty.
- Na tych mistrzostwach padł pierwszy gol kiedykolwiek strzelony przez australijskiego gracza, zdobył go Tim Cahill w meczu z Japonią, a sama reprezentacja Australii po raz pierwszy w historii mistrzostw świata wygrała mecz i po raz pierwszy awansowała do fazy pucharowej.
- Pierwszego gola na tych mistrzostwach strzelił Philipp Lahm w 6. minucie meczu Niemiec z Kostaryką. Niemcy wygrali 4:2.
- Najszybciej zdobyty gol mistrzostw padł w 2. minucie spotkania Czech z Ghaną. Jego strzelcem został Asamoah Gyan. Ghana wygrała 2:0.
- Najpóźniej zdobyty gol na mundialu padł w 121. minucie (w doliczonym czasie gry) dogrywki meczu Niemiec z Włochami. Jego strzelcem był Alessandro Del Piero. Włosi wygrali ten mecz 2:0 i awansowali do finału.
- Najpóźniej zdobyty gol w regulaminowym czasie gry padł w piątej minucie doliczonego czasu gry w 1/8 finału pomiędzy Australią, a Włochami z rzutu karnego. Był to jedyny gol w tym meczu, a jego strzelcem był Francesco Totti. Dzięki temu Włochy awansowały do ćwierćfinału.
- Pierwszego samobójczego gola na Mistrzostwach strzelił Paragwajczyk Carlos Gamarra w meczu z Anglią. Paragwaj przegrał 0:1.
- Pierwszy rzut karny został podyktowany w meczu Hiszpania – Ukraina. Z 11 metrów strzelał David Villa, a jego uderzenia nie obronił Ołeksandr Szowkowskyj. Reprezentacja Hiszpanii wygrała 4:0.
- W meczu Wybrzeża Kości Słoniowej z Serbią i Czarnogórą po raz pierwszy na tych mistrzostwach jedna drużyna wykonywała dwa rzuty karne w przeciągu jednego meczu. Obydwa podyktowane za zagranie ręką w polu karnym. Mecz skończył się wynikiem 3:2 dla drużyny z Afryki, która skutecznie wykonała obie jedenastki.
- Na tych Mistrzostwach Świata padł gol nr 2000 w historii MŚ. Strzelił go Marcus Allbäck w meczu Szwecja – Anglia (2:2).
- Pierwszego gola dla Polski strzelił Bartosz Bosacki w 33. minucie meczu Polska: Kostaryka. Polacy wygrali 2:1. Strzelił on również drugą bramkę i były to jedyne gole strzelone przez Polaków podczas tych mistrzostw.
- W meczu Chorwacji z Australią angielski sędzia Graham Poll pokazał jednemu zawodnikowi – Chorwatowi Josipowi Šimunicowi, 3 żółte kartki. Pomyłka sędziego, polegająca na pozostawieniu na boisku zawodnika ukaranego dwiema żółtymi kartkami, nie została zauważona przez jego asystentów. Po tym wyczynie sędzia ten nie mógł już prowadzić na tym mundialu spotkań.
- Walentin Iwanow przedłużył mecz Portugalii z Holandią aż o 6 minut (w rzeczywistości zawodnicy grali jeszcze dłużej, gdyż Portugalczycy, chcąc utrzymać korzystny dla siebie wynik, przedłużali grę).
- Spotkanie Francja – Hiszpania (w 1/8 finału) było 700. meczem w historii mundialów.
- Pierwszy konkurs rzutów karnych na mistrzostwach został wykonany podczas meczu 1/8 finału Ukraina – Szwajcaria. Ukraińcy wygrali 3:0.
- Najbrutalniejszy mecz na mistrzostwach to mecz Portugalii z Holandią (1:0). Sędzia Walentin Iwanow pokazał zawodnikom w sumie 16 żółtych kartek, z czego aż czterech zawodników otrzymało po dwa żółte kartoniki i opuściło plac gry. Byli to: Costinha i Deco w drużynie Portugalii oraz Khalid Boulahrouz i Giovanni van Bronckhorst w zespole Holandii. Był to rekord czerwonych kartek w jednym meczu w historii mistrzostw świata. Mecz ten czasem jest nazywany Bitwą o Norymbergę (mecz odbywał się na norymberskim stadionie).
- 75. czerwoną kartkę w historii mundialów otrzymał Deco.
- Kapitan reprezentacji Francji Zinédine Zidane został uhonorowany Złotą Piłką dla najlepszego zawodnika mistrzostw świata w Niemczech. W głosowaniu na najlepszego piłkarza MŚ Zidane otrzymał 2012 punktów od akredytowanych dziennikarzy. Pokonał dwóch Włochów: Fabio Cannavaro (Srebrna Piłka) – 1977 pkt. oraz Andreę Pirlo (Brązowa Piłka) – 715 pkt.
- Włoch Gianluigi Buffon został uznany przez FIFA najlepszym bramkarzem mistrzostw świata w Niemczech. W całym turnieju Buffon puścił tylko dwie bramki, z czego jedna samobójcza (Cristian Zaccardo w meczu ze Stanami Zjednoczonymi) a druga po rzucie karnym (Zinédine Zidane w meczu finałowym).
- W meczu Anglii z Paragwajem (1:0) padło kilka rekordów. Samobójczy gol Gamarry w 4. minucie był najszybciej strzeloną bramką samobójczą w dziejach wszystkich mistrzostw. Wymuszona kontuzją zmiana bramkarza Paragwaju w 8. minucie jest za to najszybciej przeprowadzoną zmianą bramkarza w historii MŚ.
- Bartosz Bosacki (Polska) okazał się jedynym piłkarzem, którego wszystkie strzały zakończyły się bramkami, a wykonał ich więcej niż jeden (oddał dwa, zdobył dwa gole). Kilku innych piłkarzy również miało stuprocentową skuteczność, ale wykonali tylko jeden strzał, zdobywając jedną bramkę.
- Ostatniego gola na tych mistrzostwach zdobył Marco Materazzi w 19. minucie meczu finałowego.
- Najwyższe zwycięstwo odniosła Argentyna, wygrywając 6:0 z Serbią i Czarnogórą.
- Ricardo, portugalski bramkarz jako pierwszy w historii Mistrzostw Świata obronił trzy strzały w konkursie rzutów karnych.
- Najwięcej zawodników z jednego klubu, bo aż 16, pochodziło z Arsenalu Londyn
- Ostatnią czerwoną kartkę dostał Zinédine Zidane za faul na Marco Materazzim w 110. minucie meczu finałowego (uderzenie głową w klatkę piersiową Materazziego).
- Najwięcej bramek – 6, padło w meczu otwarcia Niemcy-Kostaryka (4:2) i w meczu Argentyna-Serbia i Czarnogóra (6:0).
- Najwięcej bramek w meczu otwarcia – 6, w historii MŚ padło na otwarcie tych Mistrzostw w meczu Niemcy-Kostaryka (4:2).
- Brazylijczyk Ronaldo strzelając 3 gole na turnieju w Niemczech objął prowadzenie w klasyfikacji najlepszych strzelców w historii Mistrzostw Świata z 15 bramkami.
- Szwajcaria jako jedyna nie straciła ani jednej bramki. Stało się tak, gdyż w fazie grupowej zachowała czyste konto, a w 1/8 finału odpadła z Ukrainą po rzutach karnych, remisując jednak 0:0.
- Cztery drużyny odniosły w fazie grupowej komplet zwycięstw. To ekipy Niemiec, Portugalii, Brazylii i Hiszpanii.

## Nagrody
| Złote Buty     | Złota Piłka     | Nagroda Lwa Jaszyna | Najlepszy Młody Zawodnik | FIFA Fair Play     | Zespół Najbardziej Interesujący |
| -------------- | --------------- | ------------------- | ------------------------ | ------------------ | ------------------------------- |
| Miroslav Klose | Zinédine Zidane | Gianluigi Buffon    | Lukas Podolski           | Brazylia Hiszpania | Portugalia                      |

### Drużyna Gwiazd Mistrzostw
Drużyna Gwiazd według FIFA:
| Bramkarze                             | Obrońcy                                                                                                 | Pomocnicy | Napastnicy                                           |
| ------------------------------------- | --- | --- | ---------------------------------------------------- |
| Gianluigi Buffon Jens Lehmann Ricardo | Roberto Ayala John Terry Lilian Thuram Philipp Lahm Fabio Cannavaro Gianluca Zambrotta Ricardo Carvalho | Zé Roberto Patrick Vieira Zinédine Zidane Michael Ballack Andrea Pirlo Gennaro Gattuso Francesco Totti Luís Figo Maniche | Hernán Crespo Thierry Henry Miroslav Klose Luca Toni |

## Klasyfikacja według kontynentów
| Pozycja | Kontynent                     | Zwycięstwa | Remisy | Porażki | Bilans bramkowy | Najwyższe zwycięstwo | Najwyższa porażka |
| ------- | ----------------------------- | ---------- | ------ | ------- | --------------- | -------------------- | ----------------- |
| 1.      | Europa (UEFA)                 | 32         | 9      | 14      | 84:59           | 4:0                  | 0:6               |
| 2.      | Ameryka Południowa (CONMEBOL) | 11         | 1      | 5       | 28:11           | 6:0                  | 0:3               |
| 3.      | Afryka (CAF)                  | 3          | 3      | 10      | 15:26           | 3:0                  | 0:4               |
| 4.      | Azja (AFC)                    | 1          | 4      | 7       | 9:24            | 2:1                  | 1:4               |
| 5.      | Ameryka Północna (CONCACAF)   | 1          | 2      | 9       | 7:21            | 3:1                  | 0:3               |
| 6.      | Oceania (OFC)                 | 1          | 1      | 2       | 5:6             | 3:1                  | 0:2               |